# 진접역
진접(경복대)역(Jinjeop(Gyeongbokdae)Station, 榛接(京福大)驛)은 대한민국 경기도 남양주시 진접읍 금곡리에 있는 수도권 전철 4호선 진접선의 전철역이자 종착역이다.

## 역사
- 2014년 12월 10일: 진접선 착공
- 2022년 3월  19일: 진접선 개통과 함께 수도권 전철 4호선 종착역으로 영업 개시

## 개요
대한민국 서울특별시 노원구 상계동에 있는 기존의 창동차량사업소가 진접차량사업소로 이전되면 입·출고선이 분기될 예정이다. 심야에 수도권 전철 4호선 2편성이 주박한다.

## 역 주변
- 해밀파출소
- 해밀공원
- 금곡교회
- 진접초등학교
- 해밀초등학교
- 해밀마을
- 경복대학교

## 역 구조
이 역 진입 전에 건넘선이 존재한다. 출입구는 6개이다.

### 승강장
2면 2선의 상대식 승강장을 갖춘 지하역이며, 완전밀폐형 스크린도어가 설치돼 있다.
| 시·종착역 |
| \| 상     |
| ↓오남     |

| 상행 | ● 수도권 전철 4호선 | 당역 종착                   |
| 하행 | ● 수도권 전철 4호선 | 창동 · 남태령 · 오이도 방면 |

## 사진

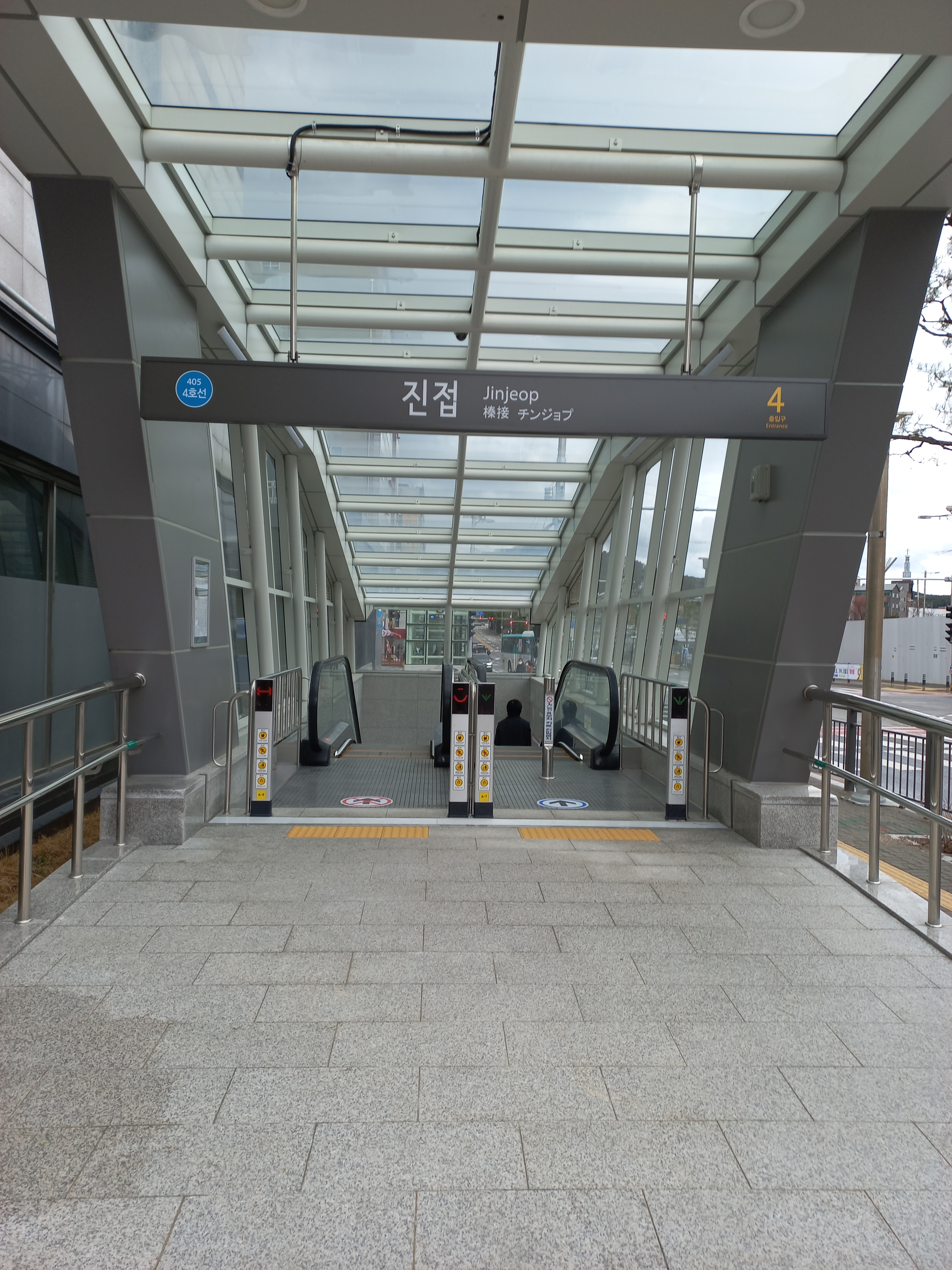
4번 출입구
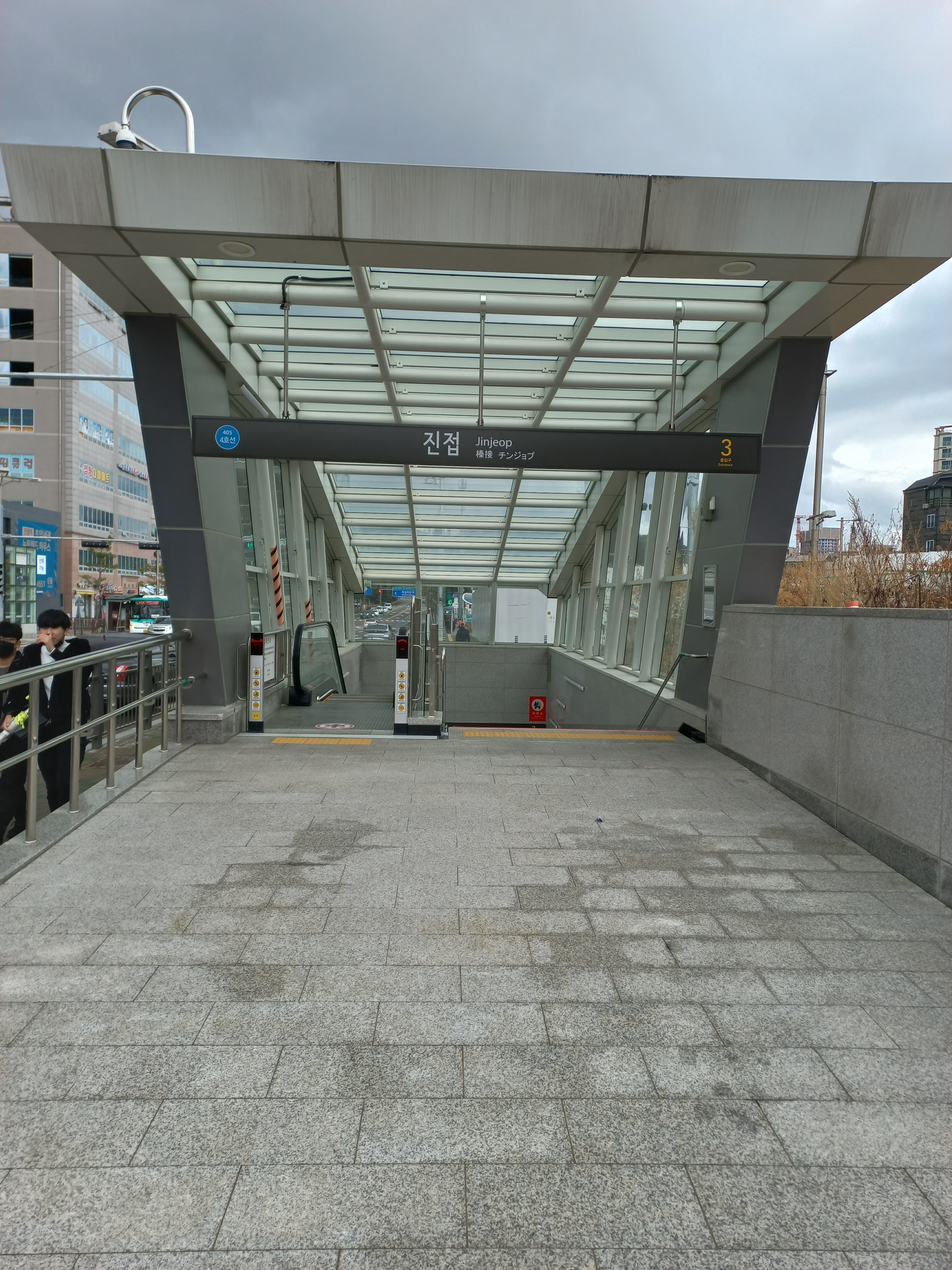
3번 출입구
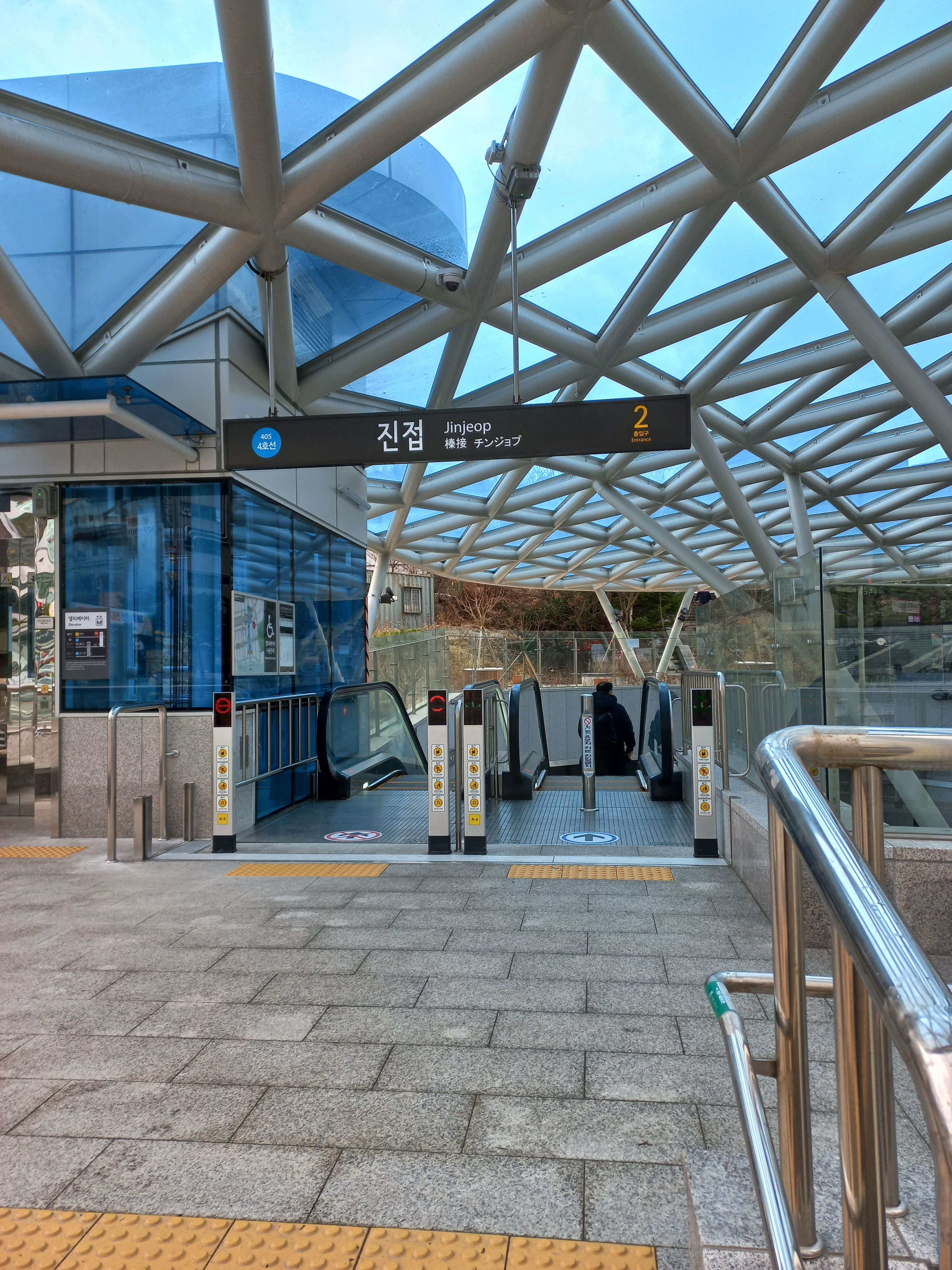
2번 출입구

## 인접한 역
| 진접선    | 진접선              | 진접선               |
| --------- | ------------------- | -------------------- |
| 시·종착역 | ● 수도권 전철 4호선 | 406 오남 남태령 방면 |